# EXILE TETSUYA
EXILE TETSUYA（エグザイル テツヤ、1981年2月18日 - ）は、日本のダンサー。EXILE、EXILE THE SECONDのメンバー。J Soul Brothersの元メンバー。
秋田県出生、神奈川県横須賀市出身。身長175cm。血液型はO型。

## 略歴
横須賀市立森崎小学校、横須賀市立神明中学校、横須賀市立工業高等学校を卒業。高校は建築科を選択し、卒業後は父親が営むリフォーム会社で働いていた。
19歳の時に地元の先輩の影響を受けダンスを始める。2002年、地元横須賀にてKENCHIらとダンスチームPOLY-3を結成する。横浜、横須賀、東京を中心にクラブイベントなどで活動を続ける中でAKIRAと知り合う。
2004年9月、AKIRAに誘われEXILE主演舞台『HEART of GOLD 〜STREET FUTURE OPERA BEAT POPS〜』にサポートダンサーとして出演。同じく出演していたKENCHI、KEIJIらと2005年にダンスチームFULCRUMを結成。
2006年、AKIRAらとKRUMPダンスチームRAG POUNDを結成。5月 - 7月、EXILES武者修行ツアーに参加。ダンススクールEXPGにてインストラクターとしても活動。
2007年1月25日、J Soul Brothers（二代目）として始動。
2009年3月1日、J Soul Brothersのメンバー全員がEXILEに加入。
2012年7月1日、EXILEの派生ユニットTHE SECONDとしても始動。
2015年4月、DANCE EARTH PARTYとしても始動。
2023年8月、EXILE B HAPPYとしても始動。

### コーヒー関連
2011年、友人の大塚朝之が恵比寿に猿田彦珈琲の1号店を開店した際にオープニングに招かれ、コーヒーは苦手としていたものの、そこで飲んだブラックコーヒーに感動し興味を持つ。
2013年、コーヒーマイスターの資格を取得。メンバーやスタッフへの差し入れを始め、事務所内にコーヒースタンドを設置する。
2015年7月11日、自身のコーヒーショップ「AMAZING COFFEE」を立ち上げる。
2017年のLDH新体制においてグループ会社LDH kitchenの取締役に就任。
2021年、日本スペシャルティコーヒー協会が認定する「SCAJコーヒーマイスター」の有資格者を代表して、業界初の「SCAJコーヒーマイスターアンバサダー」に就任。

### 教育関連
2011年、雑誌『月刊EXILE』にてトレーニング、健康などをテーマとした連載「EXILEパフォーマンス研究所（E.P.I.）」を開始。連載をきっかけに、2014年に淑徳大学人文学部表現学科の客員教授に就任。2016年に美作大学の客員准教授に就任。
2017年4月、早稲田大学大学院スポーツ科学研究科の社会人修士課程1年制に入学。週に3回ほど通学し2018年3月に修士課程を修了した。修士論文は優秀論文賞を受賞した。また、修士論文を基に監修したダンス映像の教材『中学校の現代的なリズムのダンス授業 〜レクチャームービー〜』が、文部科学省選定（2文科初第450号）に認定された。
2020年4月に開校したEXPG高等学院の初代学長に就任。2024年3月に退任した。
2023年10月のLDH新体制においてグループ会社expgの代表取締役社長CEOに就任。
卓球
2018年にU－7卓球選手育成事業"未来のメダリスト"強化合宿 スペシャルサポーターに起用されたことをきっかけに、2020年11月、日本卓球協会の男女ホープスナショナルチームHNT強化合宿では、考案監修の「EPI Quality」のダンストレーニングプログラムを導入、その取り組みが評価され、2022年より正式にコンディショニングコーチに就任。

## 人物
- 中学3年まで10年間水泳をしていた[29]。
- 2017年にスキューバダイビングのライセンスを取得した[30]。

### 怪我
- 2015年12月26日、脱臼する癖があるため左肩関節脱臼の手術を受けるとして、数カ月間は活動制限となることを発表。2016年の新年早々に手術を受けた[31]。
- 2019年5月13日、両側膝蓋骨亜脱臼症候群と診断され、数カ月間は活動制限となることを発表[32]。同月中旬に手術を受けた[33]。レギュラー番組であるNHK Eテレの子供向けダンス番組『Eダンスアカデミー』シーズン7は、同月31日放送回をもって出演を休止。4カ月後の10月4日放送回で復帰した[34]。
- 2025年3月14日、同月8日に出演したイベントで負傷し、アキレス腱断裂により数カ月の治療が必要と診断されたことを発表。『EXILE LIVE TOUR 2025 "WHAT IS EXILE"』は全公演不参加となった[35]。4月14日、激しいパフォーマンスを伴わない活動に関しては徐々に再開していくことを発表した[36]。

### 家族
- 2019年3月5日に1歳下の一般女性と結婚。3年の交際期間を経て結婚に至った[37]。同年夏に第1子が誕生した[38]。

## 出演

### 舞台
- HEART of GOLD 〜STREET FUTURE OPERA BEAT POPS〜（2004年9月）
- 劇団EXILE 第二回公演「CROWN 眠らない夜の果てに…」（2008年5月）
- 劇団方南ぐみ 企画公演「あたっくNo.1」（2009年1月） - 柏田勝杜兵曹長 役
- 劇団方南ぐみ 企画公演 ばったもん3番勝負 其の壱「袋のねずみ」（2010年2月） - 主演・瀬川一太郎 役
- 劇団EXILE JUNCTION#1「Night Ballet」（2010年3月） - 主演・大賀 役
- リーディングドラマ「もしもキミが。」（2011年4月 - 5月） - 主演・優基 役
- 劇団方南ぐみ×劇団EXILE「あたっくNo.1」（2012年8月 - 9月） - 主演・勝杜兵曹長 役
- リーディングドラマ「LOVE LETTERS 2012 22nd Anniversary」（2012年9月21日） - アンディ 役
- DANCE EARTH 〜生命の鼓動〜（2013年2月） - 主演・サルタ 役
- 劇団EXILE公演「SADAKO -誕生悲話-」（2013年5月） - ボイスキャスト
- DANCE EARTH PROJECT グローバルダンスエンターテインメント「Changes」（2014年5月） - イナバ 役
- 方南ぐみ企画公演 朗読劇「青空」（2019年8月）[39]

### テレビドラマ
- 新・美味しんぼ3 海原雄山vs究極七人のサムライ!（2009年11月14日、フジテレビ） - 平月啓一 役
- 行列48時間（2009年10月 - 11月、NHK総合） - 染矢昭夫 役[4]
- パンドラII 飢餓列島（2010年4月 - 5月、WOWOW） - 磯田俊介 役
- 刑事定年 第9話（2010年12月22日、BS朝日） - 高樹隆史 役
- 家族法廷（2011年4月 - 6月、BS朝日） - 小野寺良弘 役[4]
- 王様の家 第9話（2011年12月7日、BS朝日） - 雛形 役
- カウンターのふたり 第6話「雨やどりの午後」（2012年7月7日、TwellV） - 主演・秋葉祐一 役
- ガル学。〜ガールズガーデン〜（2021年7月 - 9月、テレビ東京） - 江久地マナブ 役[40]

### 配信ドラマ
- 君と僕との約束（2012年4月 - 5月、BeeTV） - 主演・秋山陽平 役 （KEIJIとW主演）[41]

### 映画
- ALL MY WISH　オール・マイ・ウィッシュ　ACT1（2006年）
- バックダンサーズ!（2006年）
- EXILE UNIVERSITY 〜あなたの夢はなんですか?〜（2016年）

### テレビ番組
- めちゃ×2イケてるッ!「必修ダンス 帰れまSTEP」（2012年6月 - 2013年5月、フジテレビ） - 講師
- Eダンスアカデミー（2012年8月 - 2022年3月、NHK Eテレ） - 講師[42]
- にじいろ☆ハワイ（2022年4月 - 6月、BS12） - ナビゲーター[43]

### CM
- リクルート「ホットペッパー グルメ」（2011年 - 2012年）[44][45]
- 富士通「ARROWS」（2012年）[46][47][48]
- アンファー
  - 「スカルプD」（2012年）[49]
  - 「スカルプD ボーテ ピュアフリーアイラッシュ」（2013年）[50]
- 久光製薬「エアーサロンパス」（2013年）[51]
- 日本コカ・コーラ「コカ・コーラ ゼロ」（2013年 - 2014年 ）[52][53][54]
- 第一興商「SmartDAM」（2013年）
- 洋服の青山「AOYAMA PRESTIGE TECHNOLOGY」（2015年）[55]
- サントリー「ザ・モルツ」（2015年 - 2016年）[56]
- ソフトバンク「スポナビライブ」（2016年）[57]
- 和真「UTMO」（2016年）[58]
- フジテレビジョン・ダイハツ「シルク・ドゥ・ソレイユ」『ダイハツ キュリオス』（2017年）[59]

### ラジオ
- RADIO MASHUP（2013年1月 - 、Fm yokohama）

### ミュージックビデオ
- YA-KYIM「Happy the globe PART II」（2005年）
- CrazyBoy「Sunday Coffee」（2021年）[60]

### 連載
- TOKYO HEADLINE EXILE TETSUYA「DANCEの道」（2012年8月 - 2020年7月、ヘッドライン）[61]
- GetNavi「TRAINING360」（2012年12月号 - 2013年5月号、学研パブリッシング）[4]
- 横浜ウォーカー「ハマザイル」（2013年5月号 - 10月号、角川マガジンズ）[4]
- 2nd「EXILE TETSUYA AMAZING COFFEE LIFE おもてなし珈琲道」（2017年3月号 - 2018年7月号、エイ出版社）[62]

### その他
- DVD&BOOK「DANCE with EXILE Vol.1〜EXILEと一緒にDVDで踊ろう!〜」（2014年）[63]
- ふるさと祭り東京 〜日本のまつり・故郷の味〜 ナビゲーター（2015年 - ）[64][65]
- 横須賀盛り上げ大使（2016年10月 - ）[66]
- スポーツ庁「FUN+WALK PROJECT」アンバサダー（2018年 - 2019年）[67]
- 教材『中学校の現代的なリズムのダンス授業 〜レクチャームービー〜』（2020年）[68]
- 東京2020オリンピック聖火リレー 大阪府聖火ランナー（2021年）[69]
- 厚生労働省 健康クリエイター（2021年）[70]
- SCAJコーヒーマイスターアンバサダー（2021年 - ）[20]
- PREMIUM WATER FUTURE アンバサダー（2022年）[71]
- FIDA GOLD CUP スペシャルサポーター（2022年）[72]
- KIDS B HAPPYプロジェクト アンバサダー（2023年）[73]
- RECYCLE TO END POLIO アンバサダー（2023年）[74]

## 作品

### 作詞
- DANCE EARTH PARTY「HAPPY BIRTHDAY feat. Dream」（2017年）
- DEEP SQUAD meets EXILE TESTUYA「AMAZING DAYS」（2021年）[75]

### 書籍
- 三つ編みライフ 〜夢を叶えた31の言葉〜（2019年12月23日、日経BP） ISBN 978-4-296-10529-8、EXILE TRIBE FAMILY・EXILE mobile・EXILE TRIBE mobile限定版 ISBN 978-4-296-10538-0、日経BP SHOP限定版 ISBN 978-4-296-10537-3

## プロデュース
- トレーニングプログラム「アディピュア・トレーニング」（2012年） - アディダスグローバルトレーナーと共同考案[76]
- ダンスパフォーマンスシューズ「DP.01」（2014年 - 2015年） - アディダスと共同開発[77]
- コーヒーショップ「AMAZING COFFEE」（2015年 - ）
- ティップネス ダンスフィットネスプログラム「RHYTHM WORKOUT」（2016年 - 2018年3月） - 監修[78][79]
- EXILE「STEP UP」 (Lyric Video)（2018年）[80]
- 教材『中学校の現代的なリズムのダンス授業 〜レクチャームービー〜』（2020年） - 監修 [68]
- 日本サッカー協会『クラッキ！ダンス』（2022年） - 監修[81]

振り付け
- EXILE THE SECOND「瞬間エターナル」（2020年）[82]
- GENERATIONS from EXILE TRIBE「HELLO! HALO! (feat. DANCEARTH)」（2021年）[83]

## ファンクラブイベント
- EXILE TRIBE FAMILY会員限定「横須賀コンビ マッシュアップ in HANEDA」（2019年8月20日）
- EXILE TRIBE FAMILY presents EXILE TETSUYA バースデーイベント『EXILE TETSUYA オンラインミート＆グリート』（2022年2月18日）
- EXILE TETSUYA Fan Festival 2023（2023年2月18日）

## 受賞
- 眠り of the year 2013「ベストネムリスト」（2013年）[84]